# Mumen (köpinghuvudort i Kina, Sichuan Sheng, lat 32,11, long 106,53)
Mumen (kinesiska: 木门) är en köpinghuvudort i Kina. Den ligger i provinsen Sichuan, i den sydvästra delen av landet, omkring 280 kilometer nordost om provinshuvudstaden Chengdu. Antalet invånare är 16 947. Befolkningen består av 8 383 kvinnor och 8 564 män. Barn under 15 år utgör 23,0 %, vuxna 15-64 år 66 %, och äldre över 65 år 10,0 %.
Runt Mumen är det ganska tätbefolkat, med 172 invånare per kvadratkilometer. Mumen är det största samhället i trakten. I omgivningarna runt Mumen växer i huvudsak blandskog.
Genomsnittlig årsnederbörd är 1 375 millimeter. Den regnigaste månaden är juli, med i genomsnitt 309 mm nederbörd, och den torraste är december, med 3 mm nederbörd.